# Вилхелм фон Хунолщайн
Вилхелм фон Хунолщайн (на немски: Wilhelm Vogt von Hunolstein; * 1567/1568; † 13 ноември 1607) е фогт и господар на замък Хунолщайн в Морбах в Хунсрюк от младата линия на род „фогт фон Хунолщайн“.
Той е вторият син (от 9 деца) на фогт Йохан IV фон Хунолщайн (1532 – 1579) и съпругата му Елизабет фон Хаген-Мотен (1540 – 1602), дъщеря на Каспар фон Хаген-Бушфелд († 1561) и Мария Барбара фон Щайнкаленфелс († сл. 1552).
Братята му са Йохан Швайкард фон Хунолщайн († 1626) и Йохан Адам фон Хунолщайн († 1636).
Син му Йохан Вилхелм фон Хунолщайн (1599 – 1664) е издигнат на фрайхер.

## Фамилия
Вилхелм фон Хунолщайн се жени на 1 септември 1589 г. за Анна Мария фон Ландсберг († 1636), дъщеря на Марколф Райхард фон Ландсберг и Сузана фон Райнах. Te имат 12 деца:
- Йохан Райхард фон Хунолщайн
- Йохан Марколф фон Хунолщайн, женен за Анна Катарина фон Люцелбург; имат син и дъщеря
- Елизабет Сузана фон Хунолщайн
- Сузана фон Хунолщайн
- Анна Доротея фон Хунолщайн
- Анна Мария фон Хунолщайн, омъжена за Антон фон Вилтберг
- Йохан Вилхелм фон Хунолщайн (* 24 април 1599; † 29 септември 1664, Бреслау), фрайхер, женен 1628 г. за Мария Сузана Елизабет фон Щайнкаленфелс († сл. 10 юли 1669), дъщеря на Ото Николаус фон Щайнкаленфелс и фрайин Кристиана фон Хелфенщайн; имат 17 деца
- Шарлота Кристина фон Хунолщайн
- Николаус фон Хунолщайн
- Кристоф Адолф Фридрих фон Хунолщайн
- Маргарета фон Хунолщайн (* 17 август 1604; † сл. 1636), омъжена I. за Фридрих фон Люцелбург, II. (1628) за Клод де Квиври д'Ханак
- Елзабет фон Хунолщайн